# Klyuchevskaya Sopka
Klyuchevskaya Sopka (tiếng Nga: Ключевская сопка; hay còn được gọi là Kliuchevskoi, tiếng Nga: Ключевской) là một "stratovolcano"-(loại núi lửa hình nón cao được tạo nên bởi nhiều lớp (tầng) của dung nham cứng, tephra, đá bọt và tro bụi núi lửa), là ngọn núi cao nhất trên bán đảo Kamchatka của Nga và là núi lửa còn hoạt động cao nhất của lục địa Á-Âu.Núi hình nón đối xứng,dốc đứng,nằm cách khoảng 100 km (60 dặm) từ biển Bering. Núi lửa là một phần của công viên núi lửa tự nhiên tại bán đảo Kamchatka đã được UNESCO công nhận là di sản thế giới.
Lần phun trào đầu tiên được ghi nhận của núi lửa Klyuchevskaya xảy ra vào năm 1697, và nó đã liên tục hoạt động đến ngày nay,cũng  giống như các núi lửa lân cận.Những người đầu tiên chinh phục ngọn núi lửa Klyuchevskaya là Daniel Gauss và hai thành viên khác của Billings Expedition.Sau đó không còn ai chinh phục ngọn núi được ghi nhận  cho đến năm 1931, khi một số nhà leo núi đã bị giết bởi dung nham của núi lửa. Mặc dù mối nguy hiểm  vẫn còn tồn tại đến ngày nay,nhưng vẫn có một số người leo núi tiếp tục chinh phục ngọn núi.

Klyuchevskaya Sopka được coi là một nơi linh thiêng của một số dân tộc bản địa, họ cho rằng đó là nơi thế giới đã được tạo ra. Núi lửa khác trong khu vực được coi là nơi linh thiêng, nhưng Klyuchevskaya Sopka là ngọn núi  thiêng liêng nhất trong số này.

## Phun trào năm 2007
Bắt đầu vào đầu tháng 1 năm 2007, núi lửa Klyuchevskaya bắt đầu một chu kỳ phun trào mới. Các Sinh viên đến từ Đại học Alaska Fairbanks và các nhà khoa học của Đài quan sát núi lửa Alaska đã đến Kamchatka vào mùa xuân để theo dõi các vụ phun trào. Vào ngày 28 tháng 6 năm 2007, núi lửa xảy ra những vụ nổ lớn nhất cho đến nay được ghi lại trong chu kỳ phun trào này. Tro bụi từ các vụ phun trào đạt đến độ cao 32.000 feet (9.800 m) trước khi trôi về phía đông, làm gián đoạn giao thông hàng không từ Hoa Kỳ đến châu Á.

## Phun trào năm 2010
Ngày 27 tháng 2 năm 2010, tro bụi từ vụ phun trào của núi lửa Klyuchevskaya Sopka đạt độ cao 22.500 feet (6.900 m) và tiếp tục phun trào vào tháng 3 năm 2010,Ngày 9 tháng 3 năm 2010, đám mây tro bụi đã được báo cáo là đã đạt đến độ cao 20.000 feet (6.100 m). Ngoài ra, bất thường về nhiệt độ đã được báo cáo và đám mây tro bụi mở rộng khoảng 31 dặm (50 km) về phía Đông bắc.

## Phun trào năm 2013
Ngày 25 tháng năm 2013, núi lửa bắt đầu một vụ phun trào yếu và dừng lại vào ngày hôm sau. Trong tháng 1 năm 2013, tất cả các núi lửa ở phía đông của bán đảo Kamchatka bao gồm Bezymianny,Karymsky, Kizimen, Klyuchevskaya Sopka, Shiveluch, và Tolbachik đều đồng loạt phun trào ngoại trừ núi lửa Kamen.
Ngày 19 tháng 11 năm 2013,núi lửa phun trào mạnh mẽ, và các báo cáo cho rằng đám tro bụi đạt độ cao 10–12 km (32,800-39,400 ft) và trôi về hướng Đông nam.

## Hình ảnh

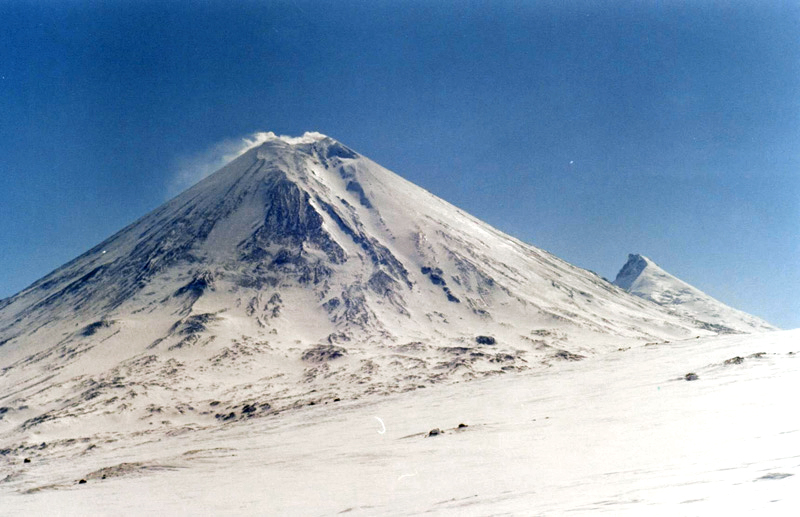
Klyuchevskaya Sopka in July 2006
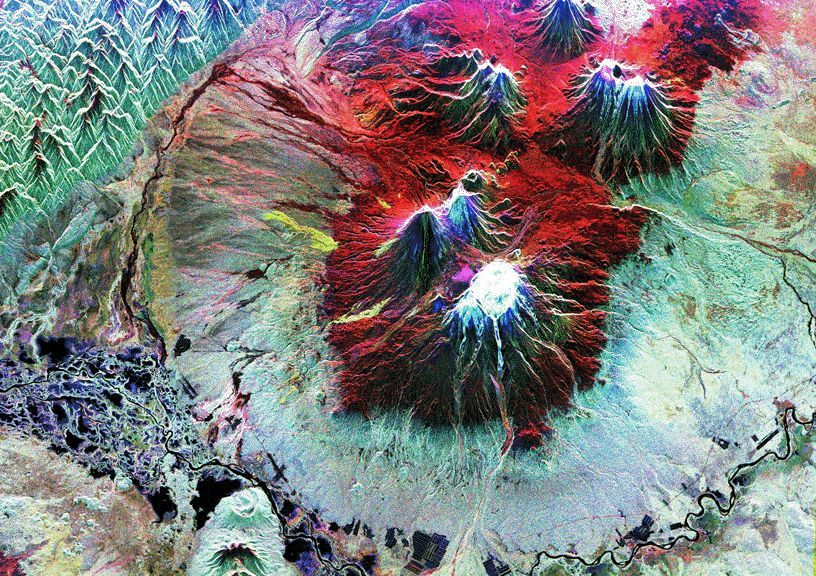
Space radar image over SRTM Elevation of Klyuchevskaya Sopka in October 1994.
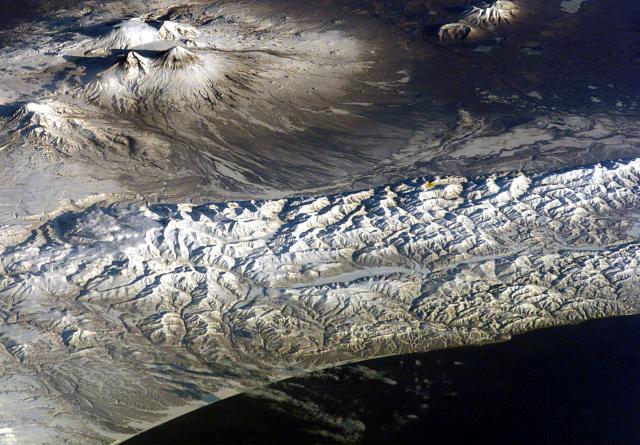
Satellite image image of Klyuchevskaya Sopka in April 2010 by NASA.
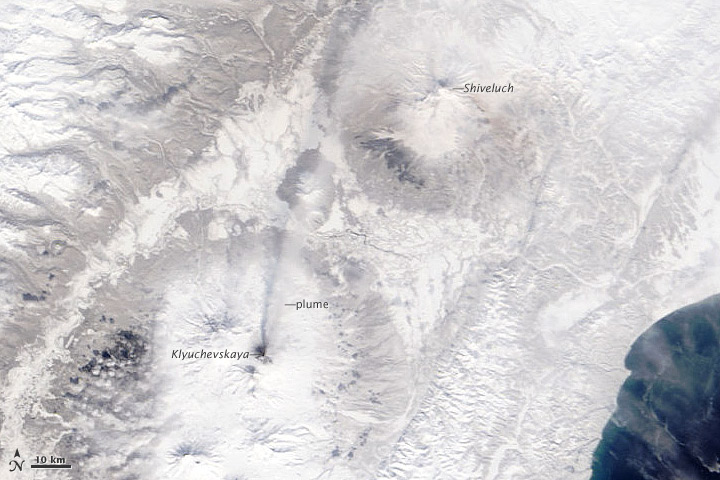
Satellite image and map of Klyuchevskaya Sopka in 2002 by NASA.
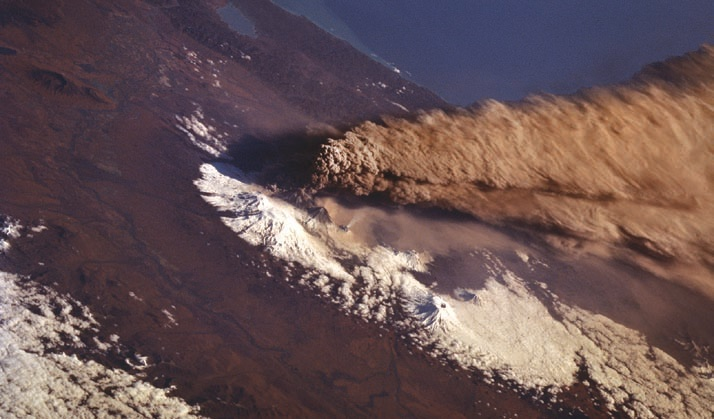
The eruption of October 1994.
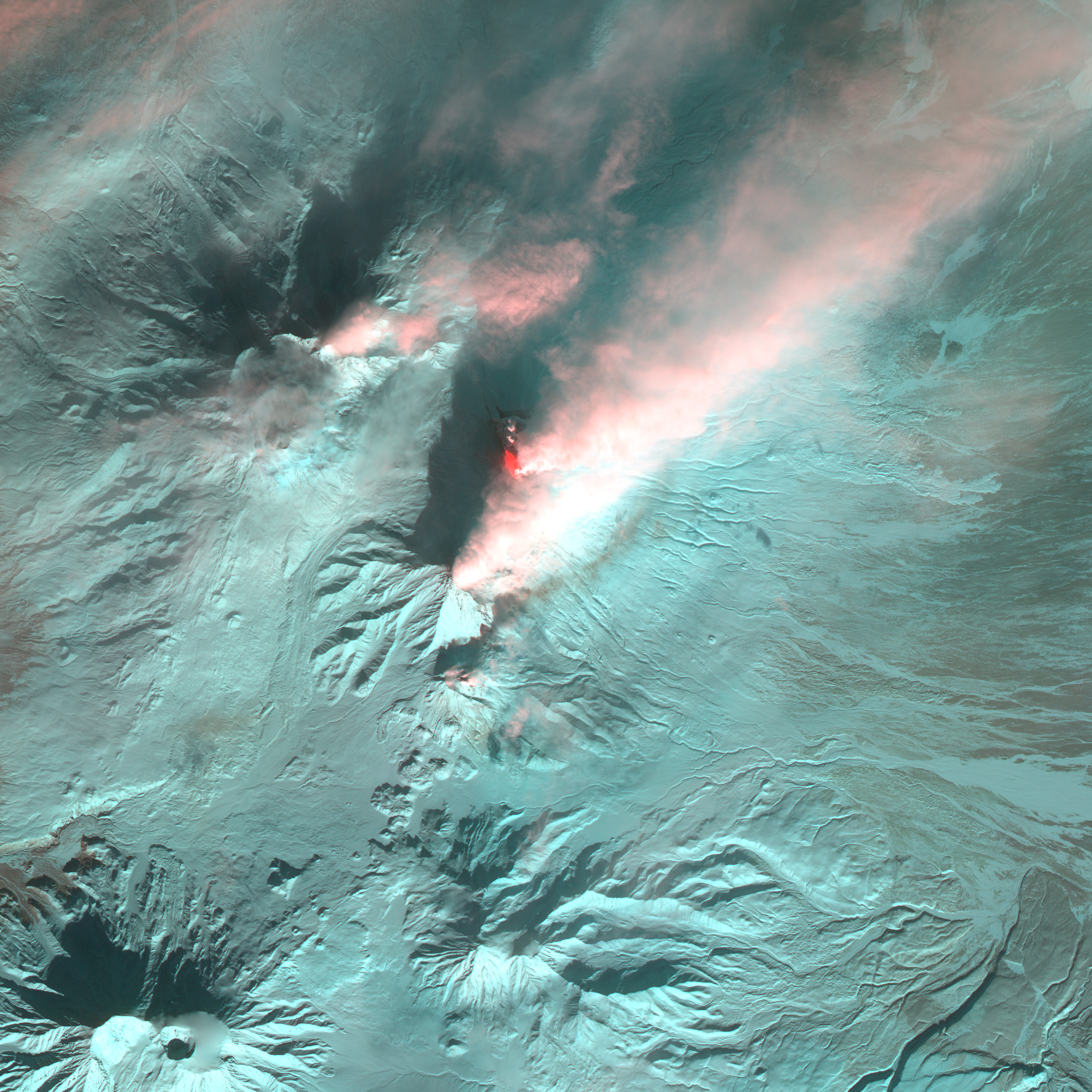
The eruption of February 2005.
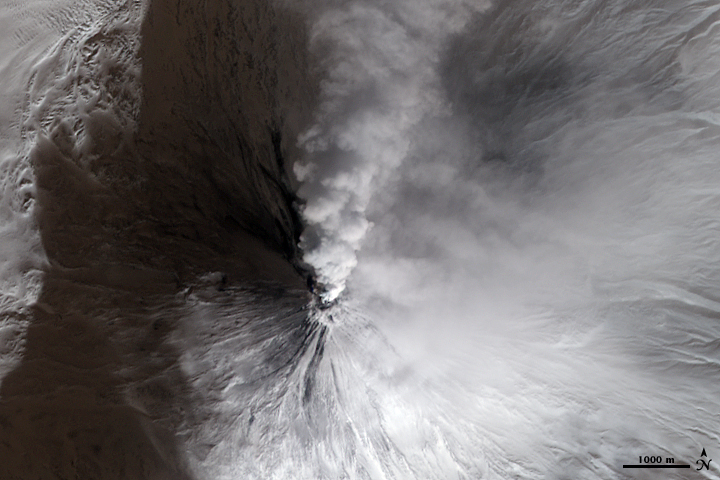
The eruption of February 2010 taken by NASA ASTER.
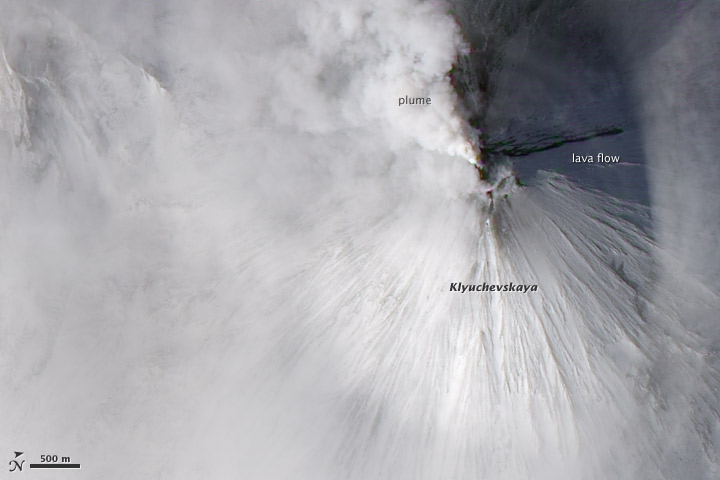
The eruption of March 2010.
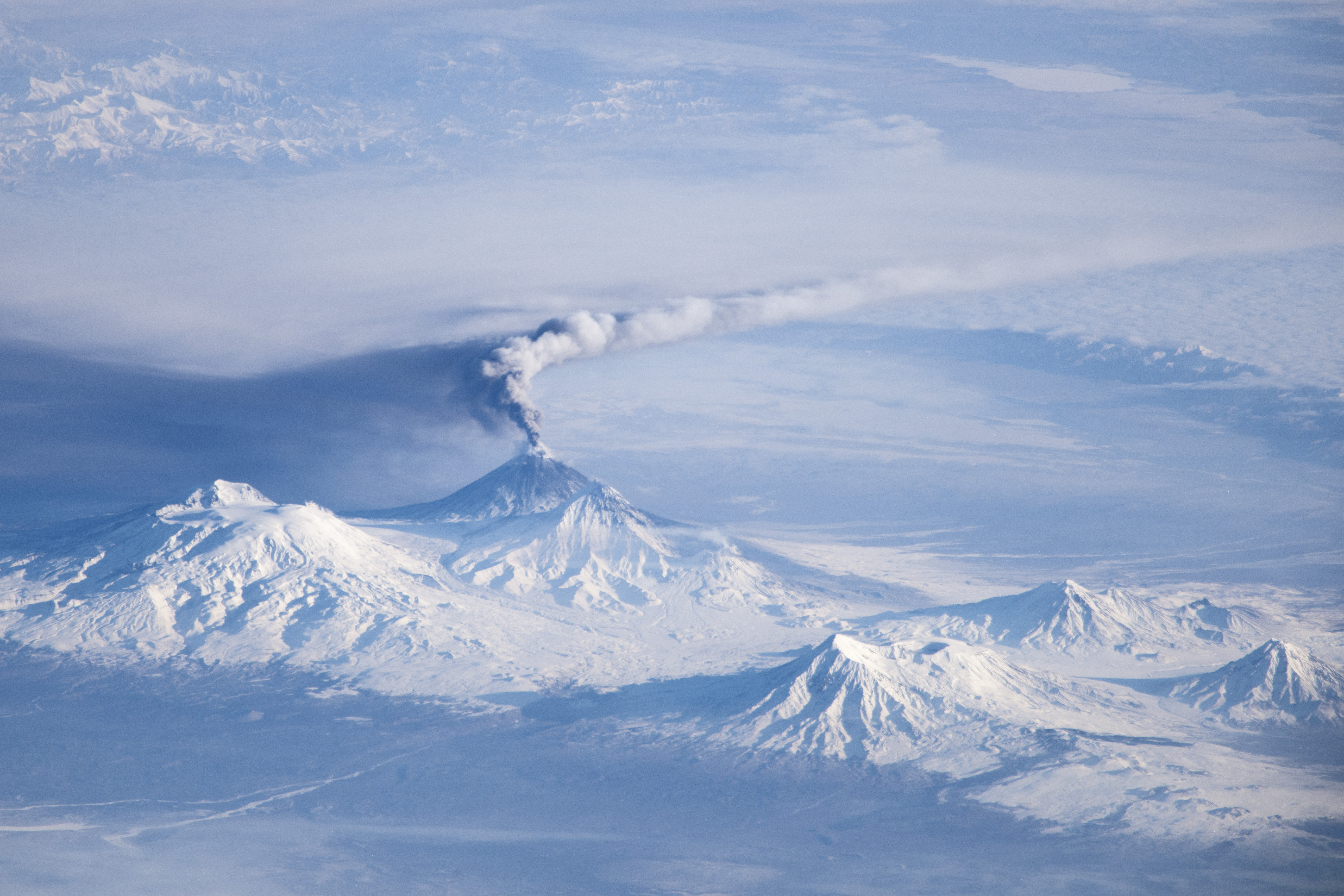
The eruption of ngày 16 tháng 11 năm 2013. Ushkovsky, Tolbachik, Zimina, Udina, and Bezymianny are also visible.